# Alessandro Borghi (biskup)
Alessandro Borghi (ur. 1559 w Modigliana,  zm. 9 sierpnia 1613 w Rzymie) – katolicki prałat, który w latach 1598–1605 był biskupem w diecezji Sansepolcro
.
Od roku 1590 był w służbie papieży: Grzegorza XIV, Innocentego IX, Klemensa VIII i Pawła V. 22 czerwca 1598 roku w czasie pontyfikatu papieża Klemensa VIII został powołany na biskupa Sansepolcro. 
W 1599 złożył wizytę duszpasterską, a 14 października przewodniczył synodowi diecezjalnemu. W sierpniu 1605 odbył drugą wizytę duszpasterską, a w grudniu tego samego roku opuścił diecezję i przeniósł się do Rzymu, gdzie był wikariuszem papieża Pawła V.
Zmarł w Rzymie został pochowany w bazylice na Lateranie.